# لي زيهوا
لي زيهوا (بالصينية: 李泽华)، مواليد 1995، هو مواطن صيني، صحفي، ومغني راب، ويوتيوبر.
ولد لي في بينغشيانغ، جيانغشي. بعد تخرجه من جامعة الإتصالات الصينية، انضم إلى تلفزيون الصين المركزي (CCTV) كمقدم تلفزيوني في عام 2016.